# Fakulta lesnická a dřevařská České zemědělské univerzity v Praze
Fakulta lesnická a dřevařská (FLD) je jednou z šesti fakult České zemědělské univerzity v Praze. Vznikla v červenci 2007 rozdělením Fakulty lesnické a environmentální na Fakultu životního prostředí a právě Fakultu lesnickou a dřevařskou. Pokud ale fakultu spojíme s lesnickým oborem nebo výukou lesnictví v Praze, lze hledat počátky již v polovině 19. století, kdy docent Kryštof Leibich začal přednášet lesnictví na Českém stavovském polytechnickém ústavu v Praze, který se postupně transformoval, dal vzniknout pozdějším univerzitám, ale v jádru se jedná o dnešní České vysoké učení technické v Praze.
V současnosti studuje na fakultě přes 2000 posluchačů v bakalářském, magisterském a doktorském studiu. Fakulta sídlí v areálu České zemědělské univerzity v Praze, v Praze na Suchdole – součástí fakulty je i Arboretum FLD v Kostelci nad Černými lesy. Fakulta se skládá z 9 kateder, 1 vědeckého pracoviště a 4 servisních pracovišť. Zájemcům nabízí vzdělání v bakalářských, magisterských a doktorských studijních programech zaměřených na udržitelné hospodaření, práci s lesními ekosystémy, dřevařství, ekonomiku, konstrukce dřevostaveb, arboristiku, taxidermii, myslivost a mnoho dalšího. Interaktivní a moderní výuka probíhá v nových prostorách fakulty, ve kterých se nachází špičkově vybavené výukové laboratoře a učebny. Studenti si tak mohou teoreticky získané znalosti přeměnit v praktické dovednosti v nejmodernějších laboratořích, dílnách, ale i v terénu. Symbolem fakulty je košatý strom s heslem Mihi cura futuri – Pečuji o budoucnost.

## Struktura

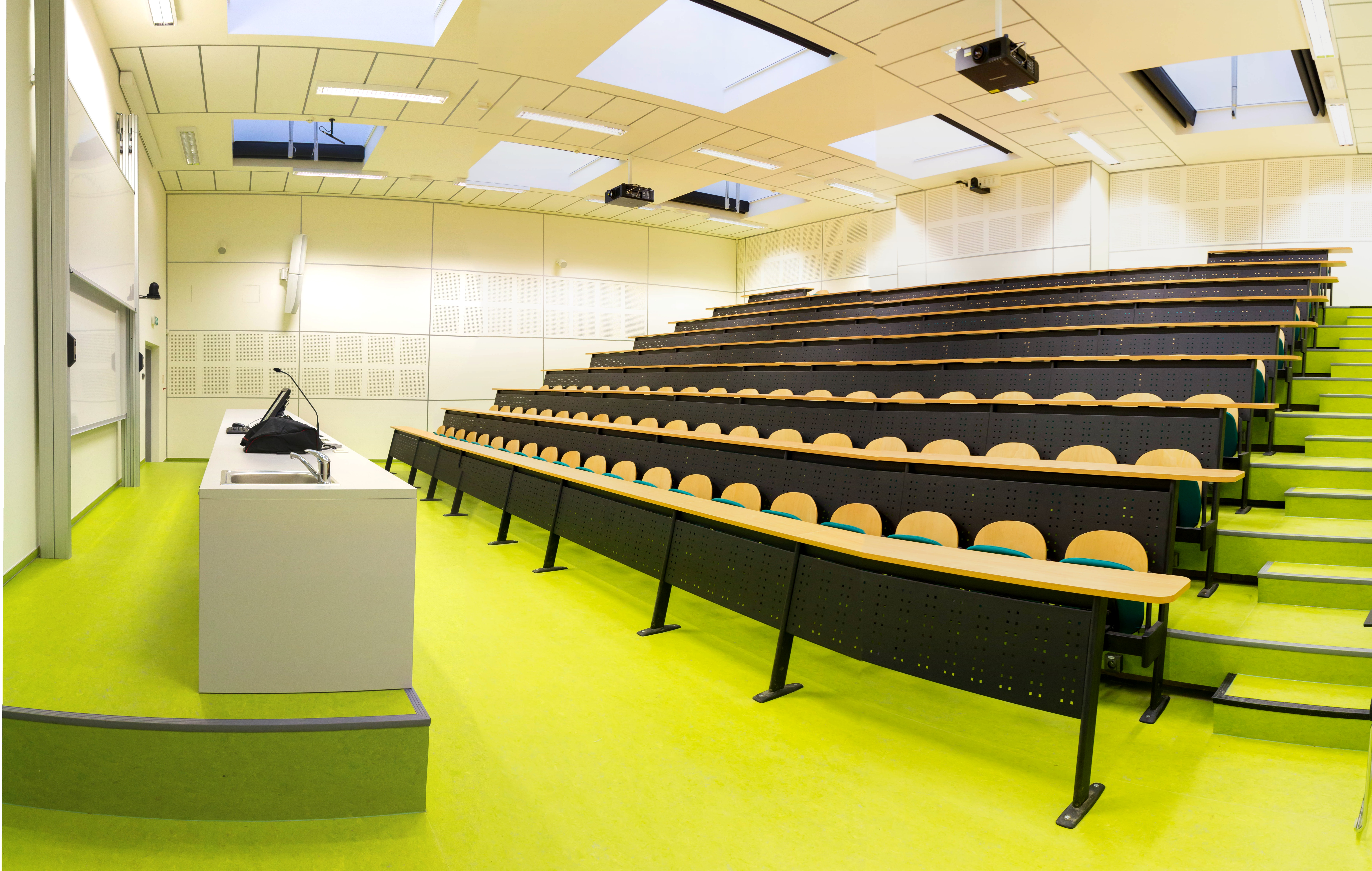
Učebna Fakulty lesnické a dřevařské.

Strukturu současné fakulty tvoří vedení fakulty, které se skládá z děkana, 4 proděkanů (pro strategii, rozvoj a mezinárodní vztahy, pro vědu, výzkum a doktorské studium, pro vnější vztahy a marketing a pro studijní činnost a kvalitu vzdělávání), tajemníka a akademického senátu. Akademický senát je tvořen vyučujícími, ale i zástupci studentů. Pod děkanát patří sekretariát, studijní oddělení, oddělení vědy a výzkumu, oddělení mezinárodních vztahů, oddělení pro rozvoj a marketingové oddělení. Orgány fakulty tvoří kolegium děkana a vědecká rada.
Fakulta se dále dělí na 9 kateder, 1 vědecké pracoviště a 4 pracoviště jiného druhu, posluchači též využívají nabídky jiných fakult v rámci univerzity. Výuka je situována nejen do prostor fakulty v Praze na Suchdole, ale terénní část probíhá i v Kostelci nad Černými lesy (kde se nachází školní lesní podnik Lesy ČZU a Arboretum FLD).

### Seznam kateder FLD
Fakultu tvoří 9 kateder. Jsou to:
- Katedra lesnické genetiky a fyziologie - vedoucí katedry doc. Ing. Ivana Tomášková, Ph.D.
- Katedra lesnické a dřevařské ekonomiky - vedoucí katedry doc. Ing. Roman Dudík, Ph.D
- Katedra hospodářské úpravy lesů a DPZ - vedoucí katedry doc. Ing. Peter Surový, PhD.
- Katedra lesnických technologií a staveb - vedoucí katedry doc. Ing. Martin Jankovský, Ph.D.
- Katedra ochrany lesa a entomologie - vedoucí katedry prof. Ing. Jaroslav Holuša, Ph.D.

- Katedra myslivosti a lesnické zoologie - vedoucí katedry Ing. Miloš Ježek, Ph.D.
- Katedra ekologie lesa - vedoucí katedry prof. Ing. Miroslav Svoboda, Ph.D.

- Katedra pěstování lesů - vedoucí katedry doc. Ing. Lukáš Bílek, Ph.D.
- Katedra zpracování dřeva a biomateriálů - vedoucí katedry Ing. Adam Sikora, Ph.D.

Součástí fakulty je 1 vědecké pracoviště:
- Oddělení výzkumu rizik pro lesy - vedoucí prof. RNDr. Tomáš Hlásny, PhD.

### Ostatní pracoviště FLD

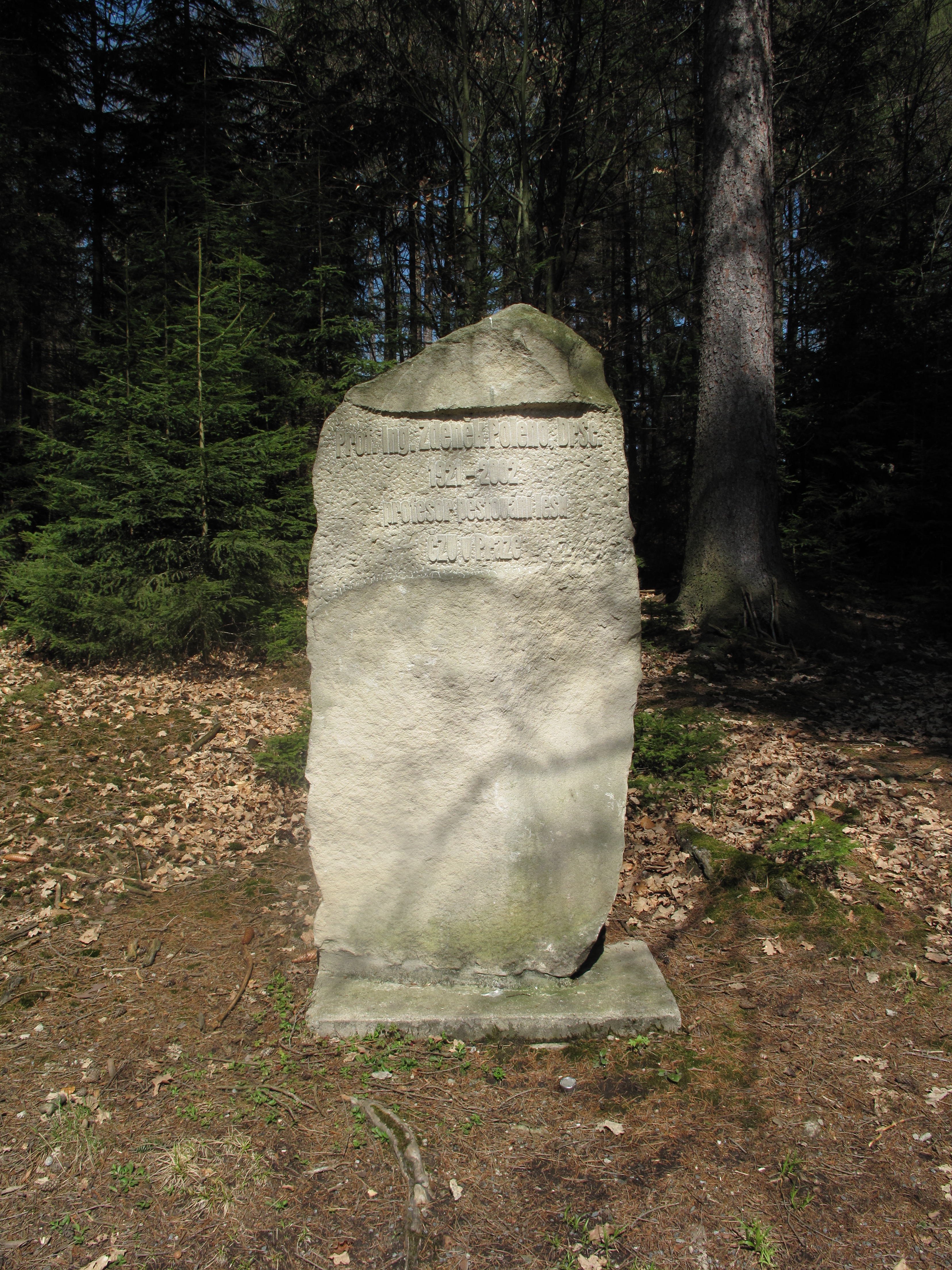
Památník prof. Zdeňka Polena před tzv. rektorskou chatou ve Voděradských bučinách

Tato pracoviště jsou v současnosti 4. Jedná se o Marketingové oddělení, Copycentrum, Laboratoř zpracování biomateriálů a Arboretum FLD v Kostelci nad Černými lesy.
Arboretum FLD bylo založeno v roce 1954 prof. Pravdomilem Svobodou. Zaujímá plochu 12,38 ha a dělí se na dvě části: expoziční a výzkumné plochy. V jeho sbírce se nachází 156 druhů nahosemenných dřevin a 1024 krytosemenných dřevin. Poslání arboreta je funkce vzdělávací a výzkumná. V roce 2020 vznikla v arboretu naučná stezka modelových mokřadních biotopů. Stezka má dva okruhy a celkem 10 zastavení, která seznamují s jednotlivými modely chráněných mokřadních biotopů se zaměřením na dřeviny.